# Barcelona Tramway Company
La Barcelona Tramway Company Limited, fundada el 1872, fou l'operador de la primera línia de tramvies de Barcelona. Es tractava inicialment d'un tramvia remolcat a cavalls. La majoria del capital era d'inversors britànics. L'any 1905 la companyia es dissolgué quan els propietaris vengueren els drets de la seva concessió al hòlging belga Sofina, la qual els traspassà a una societat de nova constitució, Les Tramways de Barcelone.

## Constitució
L'industrial metal·lúrgic Aleix Soujol fou el titular inicial de la concessió de la primera línia de tramvies de Barcelona, anomenada Barcelona (Boqueria)- Gracia (Josepets) i que anava del pla de la Boqueria a l'actual plaça de Lesseps, la qual obtingué el 22 de desembre del 1868. Aleix Soujol traspassà l'explotació de la línia a la Barcelona Tramway Company el 1872, i el primer tramvia que hi circulà ho feu el 27 de juny del mateix any.
L'any 1872 els títols de la Barcelona Tramway Company es distribuïen de la següent forma: el baró Emile Slanger tenia 2.963 accions; el seu germà i també baró, Louis Slanger, en tenia 2.875; Aleix Soujoul, 1.000, i petits accionistes se'n repartien 162. Anys després, aquesta companyia seria adquirida per la societat anglesa Tramways Union.

## Expansió

### Creixement
L'empresa va obrir diverses línies entre 1872 i 1877, totes elles fonamentades en concessions obtingudes prèviament per Aleix Soujol. El capital inicial invertit fou de 70.000 lliures esterlines, xifra que arribà fins a les 150.000 lliures el 1880. Entre 1888 i 1903 la Barcelona Tramway va absorbir quatre companyies competidores: la Societat Catalana de Tramvies, la Societat del Tramvia de Barcelona, Eixample i Gràcia, la Companyia Nacional de Tramvies i la Companyia Catalana de Tramvies.
El mes de juny de 1897 s'incorporà a l'empresa Carles Montañès, personatge que posteriorment tindria un paper destacat en el naixement de la Barcelona Traction. El 1900 fou nomenat enginyer en cap.
Henry Brown n'era el conseller delegat, i ocupava la mateixa posició a la societat The Madrid Street Tramway, quan les dues societats pertanyien a la Tramways Union. Brown anomenà al seu cunyat, Mariano Foronda, primer com a cap de personal de la societat madrilenya, per posteriorment ser-ho de la barcelonina. Mariano Foronda es traslladaria a Barcelona el 1902 per exercir el seu càrrec, i acabaria dirigint els tramvies de Barcelona fins 1931.

### Electrificació de les línies
Per possibilitar l'electrificació de totes les línies, l'any 1896 la companyia inicià la construcció d'una central tèrmica als voltants del port, equipada amb tres generadors de 50 kW cadascun i dues màquines auxiliars de 150 kW. La central va entrar en servei el 1899. El 26 de gener de 1898 s'obria al públic la línia interior de Circumval·lació (Paral·lel–plaça de Catalunya–Arc de Triomf) amb tramvies de tracció elèctrica. La circumval·lació exterior s'electrificaria el 3 de març següent. L'electrificació de les restants línies de la companyia es duria a terme, en la seva major part, al llarg de 1899: el ramal del Poblenou inicià el servei comercial amb tracció elèctrica el 15 de maig; el 24 de juny següent ho feia la línia entre el pla de la Boqueria i Gràcia (Josepets), i cinc dies després, la del passeig de Sant Joan; a finals d'octubre, s'electrificava la línia de la Barceloneta i el ramal als banys. La línia de la plaça de Santa Anna (ara avinguda del Portal de l'Àngel) a la plaça Rovira no s'electrificaria completament fins al 5 de gener de 1903.

## La venda a la Sofina
El fabricant alemany d'equips elèctric AEG va adquirir a l'abril de 1905 una opció de compra d'un paquet important d'accions de la companyia de tramvies, la qual va traspassar a una filial seva, el hòlding belga Sofina, que ja era accionista de la Barcelona Tramway Company. El 10 d'agost de 1905 Sofina va comprar l'empresa per un valor de 637.000 lliures esterlines, pagant les accions pel seu valor nominal.